# 格伦·贡德赖齐克
格伦·迈克尔·贡德赖齐克（英語：Glen Michael Gondrezick，1955年8月30日—2009年4月27日），为美国NBA联盟的前职业篮球运动员。他在1977年的NBA选秀中第2轮第26顺位被纽约尼克斯选中。